# Julia Seeliger

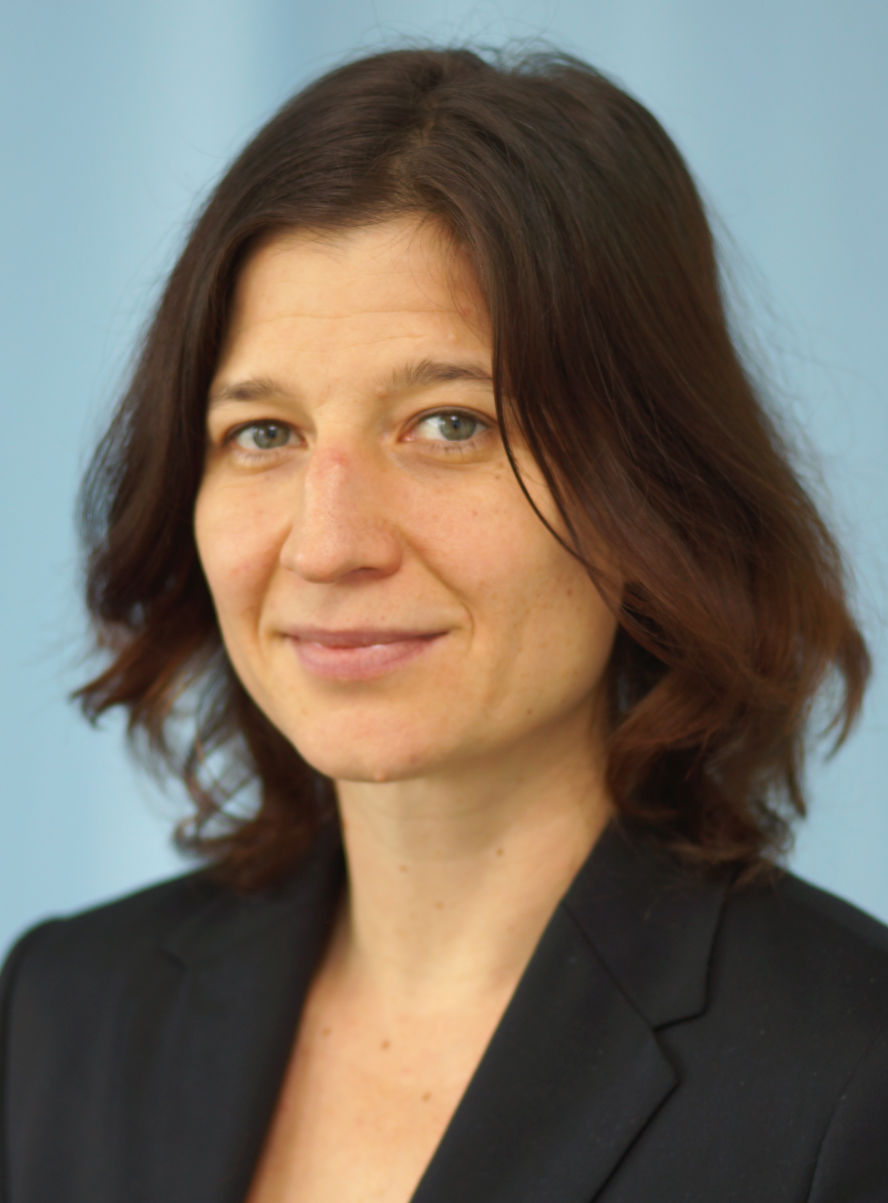
Julia Seeliger (2020)

Julia Seeliger (* 22. Januar 1979 in Buchholz in der Nordheide) ist eine deutsche Journalistin.

## Studium, Beruf und publizistisches Wirken
Julia Seeliger studierte zunächst Biochemie, dann in den Jahren 2001 bis 2008 Technikjournalismus an der Hochschule Bonn-Rhein-Sieg. In Bonn wurde sie über die A.D.V. Penthesilea Mitglied der dort ansässigen Katholischen Studierendenvereinigung Flamberg. Im September 2008 schloss sie ihr Studium als Diplom-Journalistin (FH) ab. 2006 war sie Mitgründerin des Medien-Watchblogs „Spiegelkritik.de“.
In der Zeit von September 2009 bis Ende 2011 arbeitete sie als Redakteurin bei der Online-Ausgabe der taz, wobei sie unter anderem von Juli 2011 bis Juni 2013 für das Ressort tazzwei die Kolumne „Alles Bio?“ schrieb. Von Ende 2011 bis August 2012 war sie für die Frankfurter Allgemeine Zeitung als Bloggerin auf dem Blog „Allerseelen“, der Anfang August 2012 vom Netz genommen wurde, tätig. Nach einer Schaffenskrise schrieb Seeliger später zeitweise auf dem Blog Taube & Falke.

## Parteipolitisches Engagement
Seeliger begann ihr Engagement bei den Grünen in Bonn im Jahr 2002. Sie engagierte sich dort bei der Grünen Jugend, wurde Mitglied im Kreisvorstand und später auch Mitglied des Landesparteirats der Grünen in Nordrhein-Westfalen. Von 2004 bis 2006 war sie Mitglied des Bundesvorstandes und Schatzmeisterin der Grünen Jugend. Weiterhin gehörte sie dem Frauenrat ihrer Partei an.
Im Dezember 2006 kandidierte sie spontan beim Parteitag der Grünen in Köln für den Parteirat. Sie wurde mit 55,3 % für eine zweijährige Amtszeit gewählt und verdrängte damit die Bundestagsvizepräsidentin Katrin Göring-Eckardt aus dem Gremium. Ihre überraschende Wahl nach einer Rede mit provokativen Positionen erregte ein breites Presseecho und wurde als Wunsch der Partei zur Rückkehr nach alternativen Sponti-Elementen aufgefasst.
Im März 2007 wurde Seeliger in den Landesvorstand der Grünen in Berlin gewählt. Im Dezember 2008 trat Seeliger aus beruflichen Gründen aus dem Berliner Landesvorstand zurück. Im April 2012 beendete sie ihre Grünen-Mitgliedschaft mit der Begründung, sich als Journalistin nicht dem Verdacht aussetzen zu wollen, Parteipolitik zu betreiben. Ab Oktober 2014 arbeitete sie als Geschäftsführerin im Ratsbüro der Bonner Piratenpartei. Im Juni 2017 trat sie in die SPD ein. Im Juni 2024 kandidierte Seeliger, mittlerweile wieder Mitglied der Grünen, für die Bezirksversammlung Harburg, verpasste mit 293 Stimmen jedoch den Einzug in die Kommunalvertretung.

## Schwerpunkte und Positionen
Seeliger forderte unter dem Titel „Monogamie ist keine Lösung“ unter anderem ein Adoptionsrecht für Homosexuelle, die Streichung von Hartz IV zugunsten einer individuellen Grundsicherung sowie eine individuelle Besteuerung der Einkünfte an Stelle des Ehegattensplittings. Außerdem tritt sie für die kontrollierte Abgabe aller Drogen ein. Sie sprach sich gegen die Urheberrechtsreform und für einen legalen Medientausch aus.

## Persönliches
Julia Seeliger betreibt seit ihrem achten Lebensjahr Judo, hat einen Dan-Grad erlangt (Schwarzer Gürtel) und war im Verein und in Schulen als Trainerin tätig.